# 2:a augusti 1985
2:a augusti 1985 är ett livealbum av det svenska rockbandet Imperiet, inspelat i Västerås Folkpark (Arosparken), den 2 augusti 1985 (därav namnet) och utgivet 2 oktober samma år.
Imperiets liveskiva visade gruppens politiska medvetenhet hade växt med åren. Inneromslaget på skivan ägnades helt åt ANC. Organisationens nordiska representant Lindiwe Mabuza berättade hela historien om ANC. 10 kronor från försäljningen av ”2:a Augusti 1985” gick oavkortat till ANC.

## Låtlista
1. "Du ska va president" (4:43)
2. "C.C. Cowboys" (3:20)
3. "Guld och döda skogar" (3:38)
4. "Vad tror du hon vill ha" (3:37)
5. "Fred" (6:53)
6. "Kickar" (3:37)
7. "Blå himlen blues" (6:51)
8. "Sura-Baya Johny" (4:08)
9. "Cold Turkey" (4:01)
10. "Roadhouse Blues" (4:07)

## Medverkande

### Imperiet
- Joakim Thåström - Sång, Gitarr
- Christian Falk - Bas, Keyboards
- Per Hägglund - Keyboards
- Fred Asp - Trummor

## Listplaceringar
| Lista (1985-1986) | Topplacering |
| ----------------- | ------------ |
| Sverige           | 6            |